# Deutscher Rollsport und Inline-Verband
Der Deutsche Rollsport und Inline-Verband e. V. (DRIV) ist der Dachverband aller deutschen Roll- und Inlineskatingsportler. Sitz der Geschäftsstelle und juristischer Sitz des Verbandes ist Frankfurt am Main. Bis 1998 firmierte der Verband als Deutscher Rollsport-Bund. Der DRIV ist Mitglied des DOSB (Deutscher Olympischer Sportbund), der CERS (Confédération Européenne de Roller Skating) und der World Skate.

## Sportarten
Der Verband gliedert sich vertikal in Landesverbände sowie horizontal in Sportkommissionen (Fachsparten):
- Rollkunstlauf
- Rollhockey
- Inline Fitness und Speedskating
- Inline-Alpin und -Downhill
- Inline Skaterhockey, siehe Inline-Skaterhockey Deutschland
- Inlinehockey, siehe IHD-Spielbetrieb
- Rollerderby
- Skateboard

Inline Alpin wird in Zusammenarbeit mit dem Deutschen Skiverband organisiert.

## Mitglieder
Mitglied im DRIV sind die Rollsportverbände der einzelnen Bundesländer (Landesverbände). Sportvereine sind in der Regel Mitglied im jeweiligen Landesverband. 2021 zählte der DRIV zirka 37.000 Mitglieder. Gestiegene Mitgliederzahlen in den 2000er Jahren wurden vom DRIV vornehmlich auf einen Inline-Boom zurückführt.
Dem DRIV sind folgende Landesverbände angeschlossen:
- Bayerischer Rollsport- und Inline-Verband (BRIV)
- Brandenburgischer Rollsport- und Inline-Verband (BBRIV)
- Bremer Eis- und Rollsport-Verband
- Hamburger Eis- und Rollsport-Verband (HERV)
- Hessischer Rollsport und Inline Verband (HRIV)
- Inline- und Rollsport-Verband Berlin (IRVB)
- Landesfachverband Rollsport-Inline-Skater Mecklenburg-Vorpommern (MEVO)
- Landesverband Rollsport Sachsen-Anhalt (LVSA)
- Niedersächsischer Rollsport- und Inline-Verband (NRIV)
- Rheinland-Pfälzischer Eis- und Rollsport-Verband (RPERV)
- Rollsport- und Inline-Verband Nordrhein-Westfalen (RIVN)
- Rollsport- und Inline-Verband Sachsen (RIVS)
- Rollsport- und Inline-Verband Schleswig-Holstein (RIVSH)
- Saarländischer Eis- u. Rollsport-Verband (SERV)
- Thüringer Eis- und Rollsportverband (TERV)

Abweichend von den Landesgrenzen ist Baden-Württemberg in drei Landesverbände unterteilt:
- Badischer Roll- und Inline-Sport-Verband (BRISV)
- Südbadischer Rollsport-Verband (SRIV)
- Württembergischer Rollsport- und Inline Verband (WRIV)

## Geschichte
1910 wurde der Bund Deutscher Rollsportvereine gegründet; dieser wurde 1924 Gründungsmitglied der Fédération Internationale de Roller Skating (FIRS). Mit der Neuordnung des Sports im Dritten Reich erfolgte die Zwangsauflösung und die Neugründung als Deutscher Rollsportbund (DRB) 1949. Der Bund hatte anfänglich drei Fachsparten Rollkunstlauf, Rollhockey und Rollschnelllauf und seinen Sitz in Frankfurt am Main. Die Sportkommission Skaterhockey/Rollhockey (später zu: Inline-Skaterhockey) kam 1990 zum DRB. Nur Rollschnelllauf wurde ab 1992 auf Inline-Skates betrieben (bis 1996 wahlweise), ansonsten blieb der DRB den zweispurigen Rollschuhen treu.

### Ausweitung auf Inline-Skates
Lange Zeit fühlte sich der DRB nicht zuständig für Inline-Skating, so dass sich am 7. November 1996 der Deutsche Inline-Skate-Verband (DIV) als eigenständiger Verein in Frankfurt gründete. Als Reaktion nannte sich der DRB am 7. März 1998 in DRIV (Deutscher Rollsport und Inline-Verband) um und erklärte sich dann auch für Inline-Skating zuständig. Der DIV hatte zu geringe Mitgliedszahlen und konnte dem Deutschen Sportbund nicht beitreten, weiterhin wollte der DIV Verbandstreitigkeiten mit dem DRIV vermeiden, so dass mit knapper Mehrheit die Mitglieder des DIV einem Anschluss an dem DRIV zustimmten.
Weitere Sportarten, die von der inzwischen umbenannten Sportkommission Skateboard und Inline-Aggressive betreut werden, sind Inline-Aggressive (Stunt-Skating), Inline-Skate-Basketball, Inline-Skate-Cross, Inline-Skate-Slalom, Inline-Skate-Hochsprung, Inline-Skate-Limbo, Inline-Skate-Weitsprung und Inline-Skate-Downhill.
Laut einer DOSB-Veröffentlichung vom 1. Januar 2008 verteilten sich die Mitgliederzahlen damals wie folgt auf die einzelnen Sparten:
- Rollkunstlauf (7864)
- Rollhockey (2491)
- Speedskating (8185)
- Skateboard, Inline und Alpin (1703)
- Inline-Skaterhockey (7542)
- Inline-Hockey (2737)

Das IOC entschied 2016, bei den Sommerspielen 2020 erstmals Skateboard-Wettbewerbe als olympische Disziplin auszurichten. Der DRIV wird daher seit 2018 innerhalb des DOSB den olympischen Spitzensportverbänden zugeordnet.